# Giulio Salvadori (pittore)
Giulio Salvadori (Mosio, 29 maggio 1918 – 11 febbraio 1999) è stato un pittore italiano.
Si avvicina all'arte grazie all'amicizia con il pittore modenese Carlo Mattioli che lo stimola a proseguire la sua passione. Dopo la guerra, vi partecipa in quanto tenente, si dedica all'attività di insegnante alle scuole elementari del suo paese natio e alla pittura tant'è che diventa il principale esponente della pittura mantovana dell'epoca.

## Biografia
Giulio Salvadori si diploma all'Istituto Magistrale di Parma. Attratto dall'arte moderna e contemporanea si reca spesso a Parigi per studiare l'arte di Picasso, Modigliani e degli artisti del movimento fauves e degli espressionisti tedeschi del gruppo Brücke. Sono invece frequenti i contatti personali che Salvadori intrattiene con Carrà, Birolli e Guidi, tra i più grandi protagonisti dell'arte contemporanea italiana.
Al suo genio artistico, nel 2017, la città di Verona ospita una grande retrospettiva presso il Palazzo Espositivo della Gran Guardia. Attraverso 126 opere tutte le tematiche affrontate in sessant'anni di pittura.

## Alcuni riconoscimenti e partecipazioni
Nel 1945 partecipa alla "Mostra della Libertà" in Palazzo Ducale, a Mantova in occasione della quale scriveranno di lui: "di Salvadori s'era segnalato, fin dalla sua prima apparizione un acuto gusto della modernità, la giovanile serietà con la quale affronta i propri problemi".
Nel 1947 è presente a Palazzo della Ragione di Mantova assieme al Gruppo Artistico Mantovano.
Nel 1949 è premiato al "Premio Suzzara" e al "Premio Mantova 1949".
Nel 1953 premiato dall'Ente Nazionale per il Turismo di Brescia.
Nel 1955 partecipa alla "Mostra interprovinciale di Mantova" presso Casa del Mantegna.
Nel 1956 è a Palazzo della Ragione di Mantova.
È più volte presente al Premio Suzzara, dove risulta fra i vincitori nel 1949, 1959 e 1961.
Nel 1961, inoltre, partecipa a mostre e collettive a Mantova, Cremona, Toronto.
Nel 1966 e 1968 vince il Premio Treccani.
Seguono innumerevoli personali e collettive, nelle quali emerge sempre più il tratto e la tecnica dell'artista maturo tant'è che si estenderanno sempre più le partecipazioni a collettive e le mostre in diverse parti d'Italia: Teramo, Milano, Verona ma anche Canada, Novosibirsy culminate nella mostra postuma dedicatagli dal Museo d'arte moderna di Gazoldo nel 1999.

## Sulla sua arte
Le sue composizioni, stilisticamente vicine all'espressionismo con una tecnica assolutamente unica che, per certi versi potrebbe farlo avvicinare al cubismo e al primitivismo, attraverso una figurazione aspra e fortemente scandita, hanno raccontato il paesaggio e il rapporto dell'uomo con se stesso e con la natura.